# Arrows Grand Prix International
Arrows Grand Prix International —  колишня британська команда Формули-1, яка виступала в чемпіонаті з 1978 по 2002 рік. З 1991 по 1996 рік вона була відома як Footwork.

## Створення команди

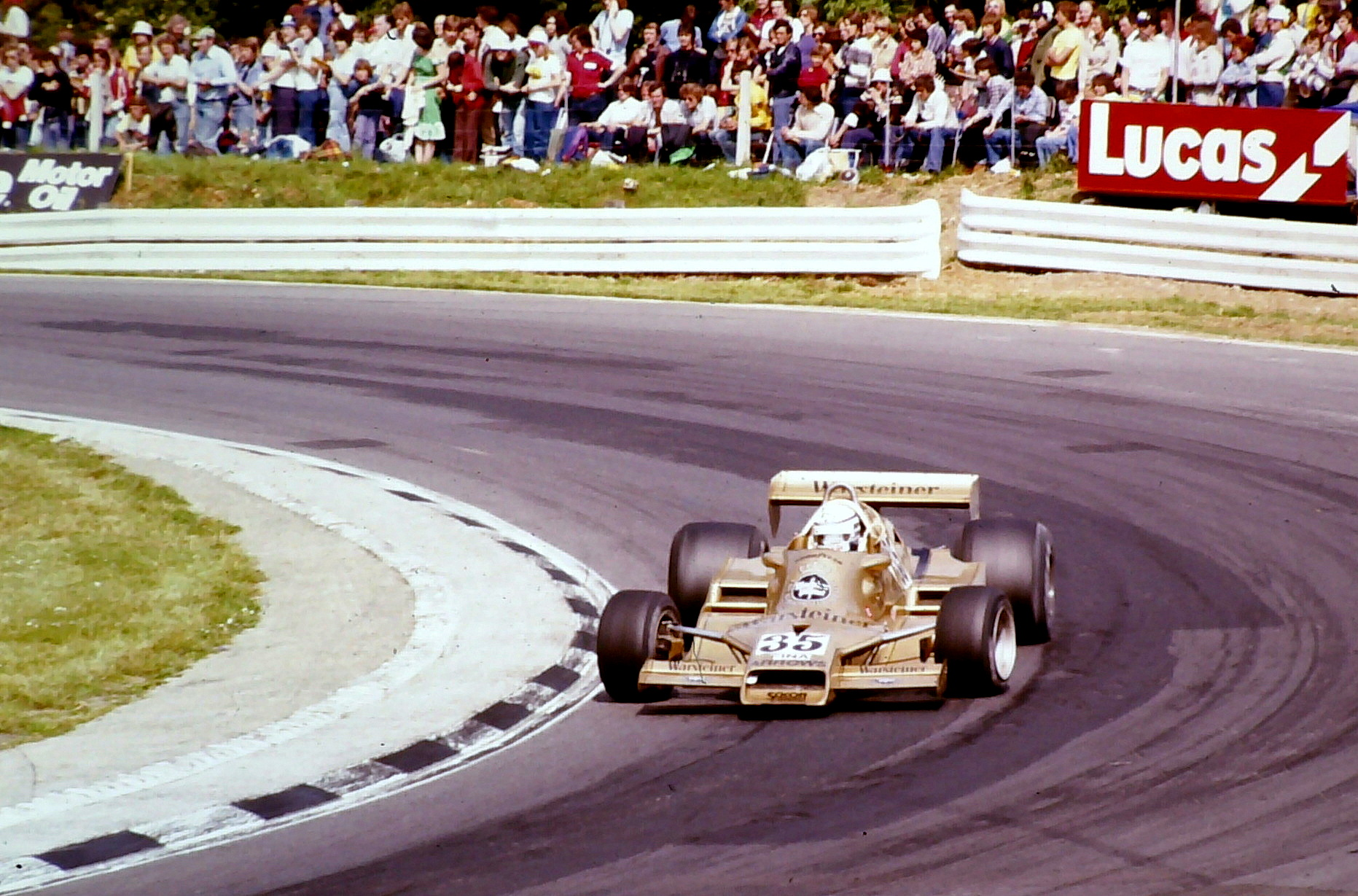
Ріккардо Патрезе за кермом Arrows FA1 під час Гран-Прі Великої Британії 1978 року

Команда Arrows Grand Prix International була заснована в Мілтон-Кінз, Англія, в листопаді 1977 року італійським бізнесменом Франко Амброзіо, Аланом Різом, колишнім гонщиком Джекі Олівером, Дейвом Воссом і Тоні Саутгейтом (команда отримала назву від ініціалів прізвищ засновників) після того, як вони покинули команду Shadow. Команда була сформована протягом трьох місяців та з’явилася на стартовій решітці для своєї першої гонки на Гран-прі Бразилії 1978 року.
Arrows підписали Ґуннара Нільссона та Ріккардо Патрезе, але незабаром після цього Нільссону було діагностувано рак. У зв'язку з цим Рольфу Штоммелену довелось зайняти його місце. Команда спочатку виступала на копії Shadow DN9 з ініціалами першого спонсора команди, Франко Амброзіо, в назві боліда Arrows FA1. Однак Амброзіо покинув команду на початку 1978 року, коли був ув'язнений в Італії за фінансові махінації, а головним спонсором клмагди стала компанія Warsteiner. Shadow подали до суду за порушення авторських прав, і Високий суд Лондона постановив, що FA1 є точною копією Shadow DN9. В Arrows знали, що вони програють справу, і за 52 дні сконструювали абсолютно новий автомобіль Arrows A1. Він був представлений на наступний день після того, як Високий суд Лондона підтримав позов Shadow і заборонив команді брати участь у гонках на боліді FA1.

## Arrows Grand Prix International
Ріккардо Патрезе набрав очки в третій гонці команди, Гран-прі США-Захід в Лонг-Біч. Він був на шляху до перемоги в Південній Африці, але поломка двигуна на завершальному етапі гонки позбавила його перемоги. Друге місце у Швеції позаду Нікі Лауди на сумнозвісному «боліді з вентилятором» стало яскравим моментом для італійця. У вересні 1978 року на Гран-прі Італії в Монці Патрезе потрапив у аварію, яка зрештою забрала життя Ронні Петерсона. Патрезе був звинувачений у спричиненні аварії, а потім його колеги-пілоти заборонили йому брати участь у перегонах в наступній гонці (Гран-прі США). Пізніше з Патрезе зняли всі звинувачення.

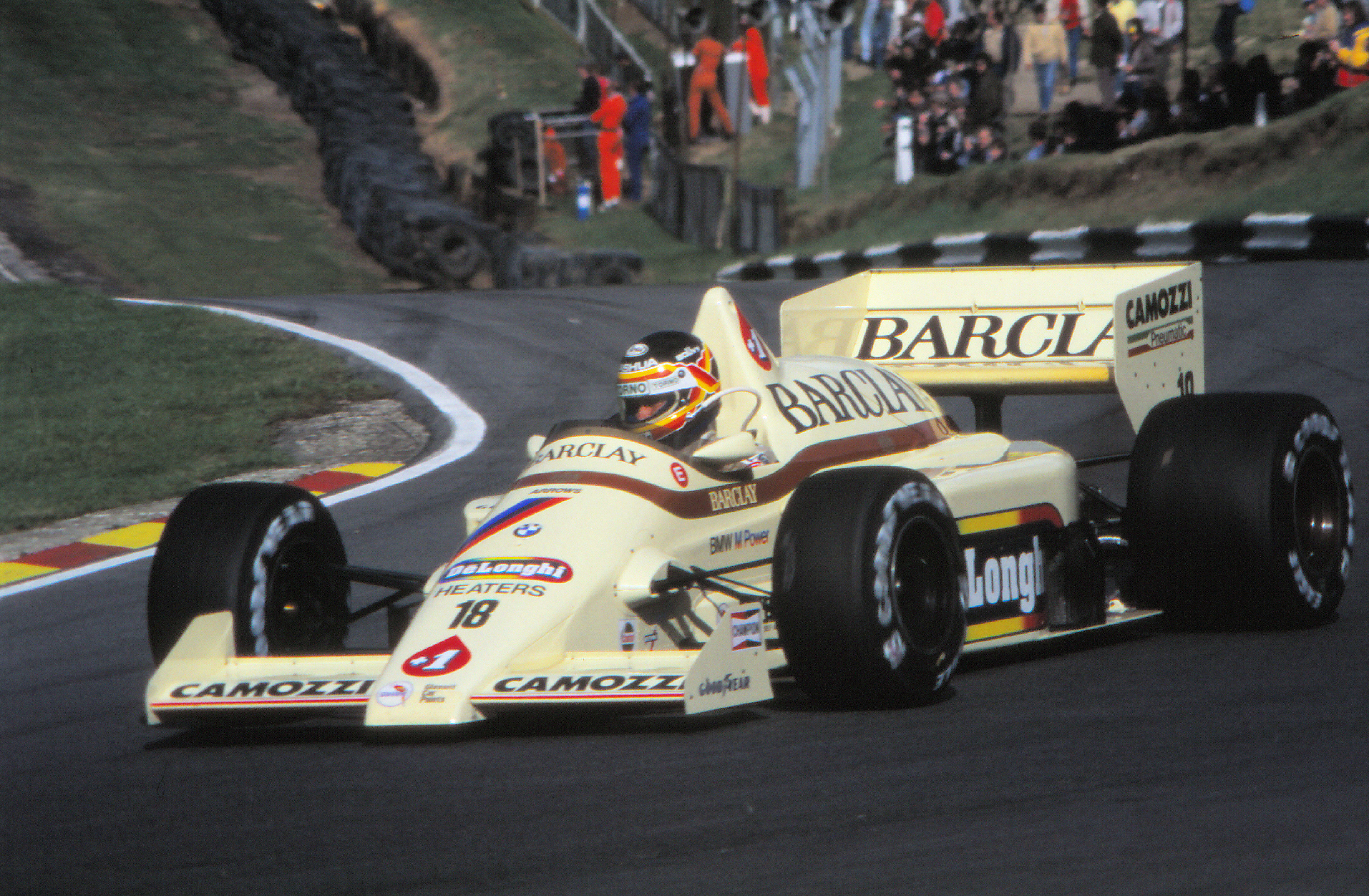
Тьєрі Бутсен під час практики Гран-прі Європи 1985

На Гран-прі Монако 1979 року Arrows A1 Йохена Масса вийшов на третє місце під час гонки і, здавалося, наблизився до лідерів. Однак проблеми з гальмами призвели до втрати позицій і він фінішував лише шостим. У 1978 році Lotus представив болід з граунд-ефектом у Формулі-1. У результаті Тоні Саутгейт розробив радикальний автомобіль з граунд-ефектом, A2. Незважаючи на вражаючий вигляд, він не був достатньо конкурентоспроможним і Arrows була змушена використовувати оновлену версію A1.
Оскільки A2 був занадто радикальним, Саутгейт розробив Arrows A3 для 1980 року. Автомобіль був конкурентоспроможним і його використовували також протягом наступного сезону. У 1981 році Патрезе заробив єдиний поул-позишн для команди у Формулі-1 на трасі в Лонг-Біч. Він лідирував в Гран-прі, але зійшов з дистанції через механічні проблеми на 33-му колі. Того року Arrows посіла восьме місце в Кубку конструкторів.
На Гран-прі в Лонг-Біч у 1983 році Алан Джонс вирішив повернутися на одну гонку з командою Arrows,  після оголошеного раніше завершення кар'єри в 1981 році. Він кваліфікувався 12-м, але зійшов на завершальному етапі гонки через перевтому.
У 1984 році з турбодвигунами BMW M12 і спонсорством сигаретного бренду Barclay справи пішли набагато краще. Того року вони стали дев'ятими в Кубку конструкторів і восьмими в 1985 році. На Гран-прі Сан-Марино 1985 року Тьєрі Бутсен фінішував третім після Алена Проста та Еліо де Анджеліса. Однак після гонки Прост був дискваліфікований через те, що його болід важив на два кілограми менше норми, що дало Бутсену друге місце.
Тоні Саутгейт посварився з іншими членами-засновниками й пішов працювати на Тома Вокіншоу, який матиме великий вплив на команду в наступні роки. Сезон 1986 року став катастрофою. Автомобіль A9 був доставлений із запізненням після того, як у British Aerospace виникли проблеми зі створенням першого вуглецевого композитного шасі команди. Автомобіль виявився неконкурентоспроможним, і його дизайнер Дейв Васс пішов, щоб приєднатися до Benetton, залишивши лише Олівера та Алана Різа. Олівер не гаяв часу на заміну обох і найняв Росса Брауна для розробки ефективного A10 для сезону 1987 року.
BMW покинула Формулу-1, а двигуни отримали назву Megatron через угоду з головним спонсором Arrows USF&G, але британська команда провела найкращі сезони, фінішувавши сьомими у 1987 році та п’ятими у 1988 році (останній рік для двигунів з турбонаддувом) завдяки частим фінішам в очках пілотів Едді Чівера та Дерека Ворвіка. Незважаючи на те, що 1987 і 1988 роки були найкращими роками Arrows у Формулі-1, вони також стали причиною проблем команди та її пілотів Ворвіка і Чівера. На початку 1987 року керівний спортивний орган (FIA) наказав, щоб усі автомобілі з турбонаддувом мали використовувати відкидний клапан, щоб обмежити ефективність турбіни. Це було зроблено не лише для того, щоб зменшити швидкість машин з міркувань безпеки, але й для того, щоб стримати швидке зростання витрат на Формулу-1. Проблема для Arrows полягала в тому, що клапан регулярно відкривався нижче встановленого ліміту (4,0 бар у 1987 році, 2,5 бар у 1988 році). Це означало, що двигуни Megatron не виробляли повної потужності. Конструктор двигунів команди Гейні Мадер знайшов рішення, яке полягало в тому, щоб просто перемістити клапан ближче до двигуна, тільки перед Гран-прі Італії 1988 року в Монці (12-й етап). В той час як, інженери Honda і Ferrari змогли вирішити цю проблему задовго до цього. Хоча Чівер і Ворвік закінчили гонку на 3 і 4 місцях відповідно, було занадто пізно, оскільки ера турбованих моторів закінчилася після сезону 1988 року.

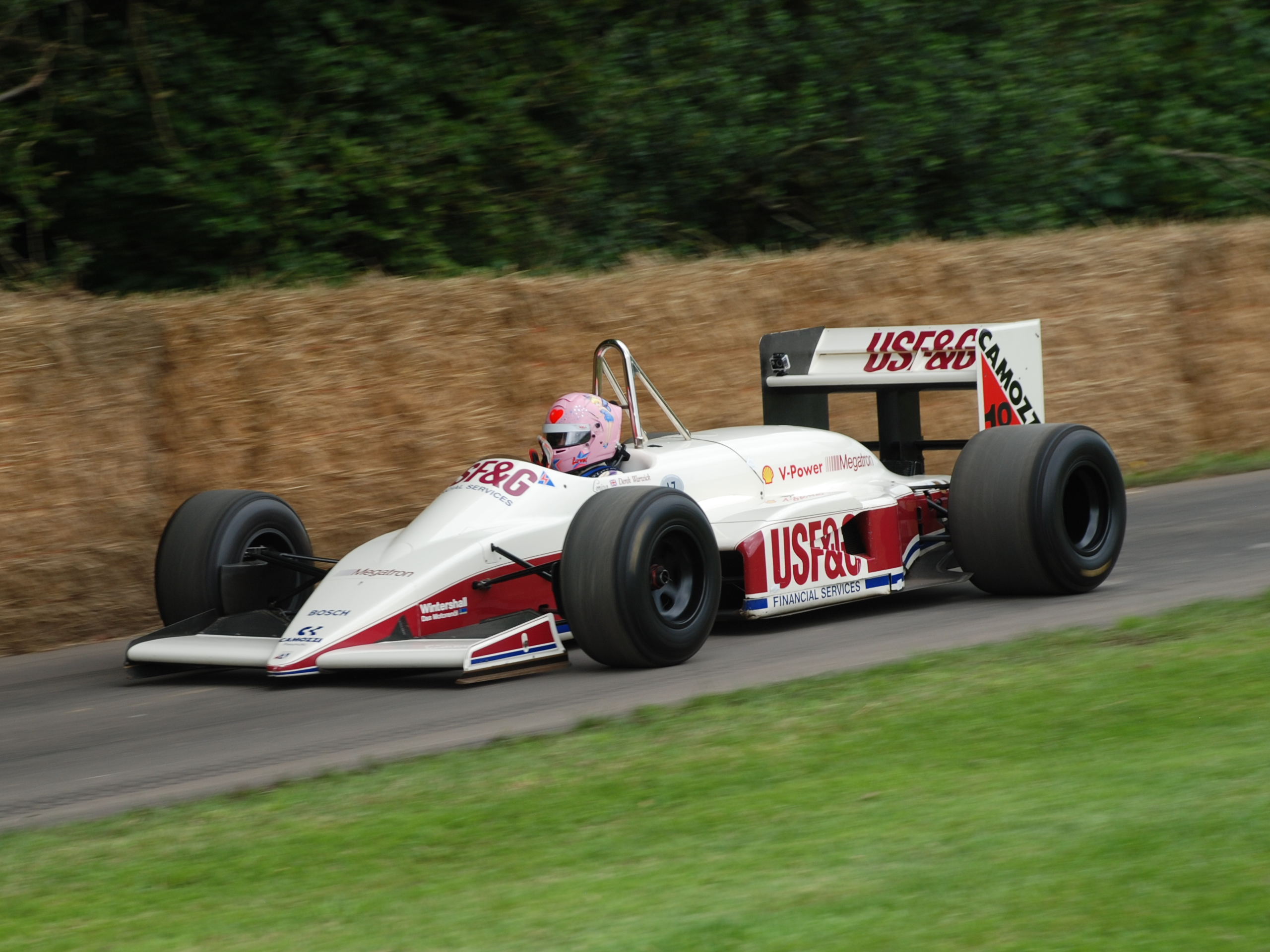
Болід Arrows A10B 1988 року на Гудвудському Фестивалі Швидкості у 2016 році

Ворвік і Чівер залишилися в команді в 1989 році і виступали на боліді Arrows A11, розробленим Брауном, який оснащувалася двигуном Ford DFR V8. Найкращий результат команда досягла на Гран-прі США в рідному місті Чівера Фініксі. Під час Гран-прі американець здобув свій останній подіум, фінішувавши третім. Чіверу було важко виступати за кермом A11 (який довелося спеціально модифікувати на початку сезону, щоб високий американець міг поміститися в ньому), і він фактично не зміг кваліфікуватися на Гран-прі Великої Британії та Італії. Постійне невезіння Ворвіка також продовжилося — довгий піт-стоп під час першої гонки в Бразилії коштував йому, як багато хто вважав, його першої перемоги, тоді як під час шостого етапу на дощовому Гран-прі Канади Ворвік ненадовго лідирував, але згодом двигун його боліда вибухнув коли він їхав на другій позиції. Він регулярно був швидшим за тих, хто йшов позаду нього (включно з майбутнім переможцем Тьєрі Бутсеном, який був за кермом Williams-Renault), і міг би виграти, коли в лідера гонки Айртона Сенни вибухнув двигун Honda на його McLaren за два кола до кінця. Фінішувавши п'ятими у 1988 році, Arrows опустились до сьомого у 1989 році.

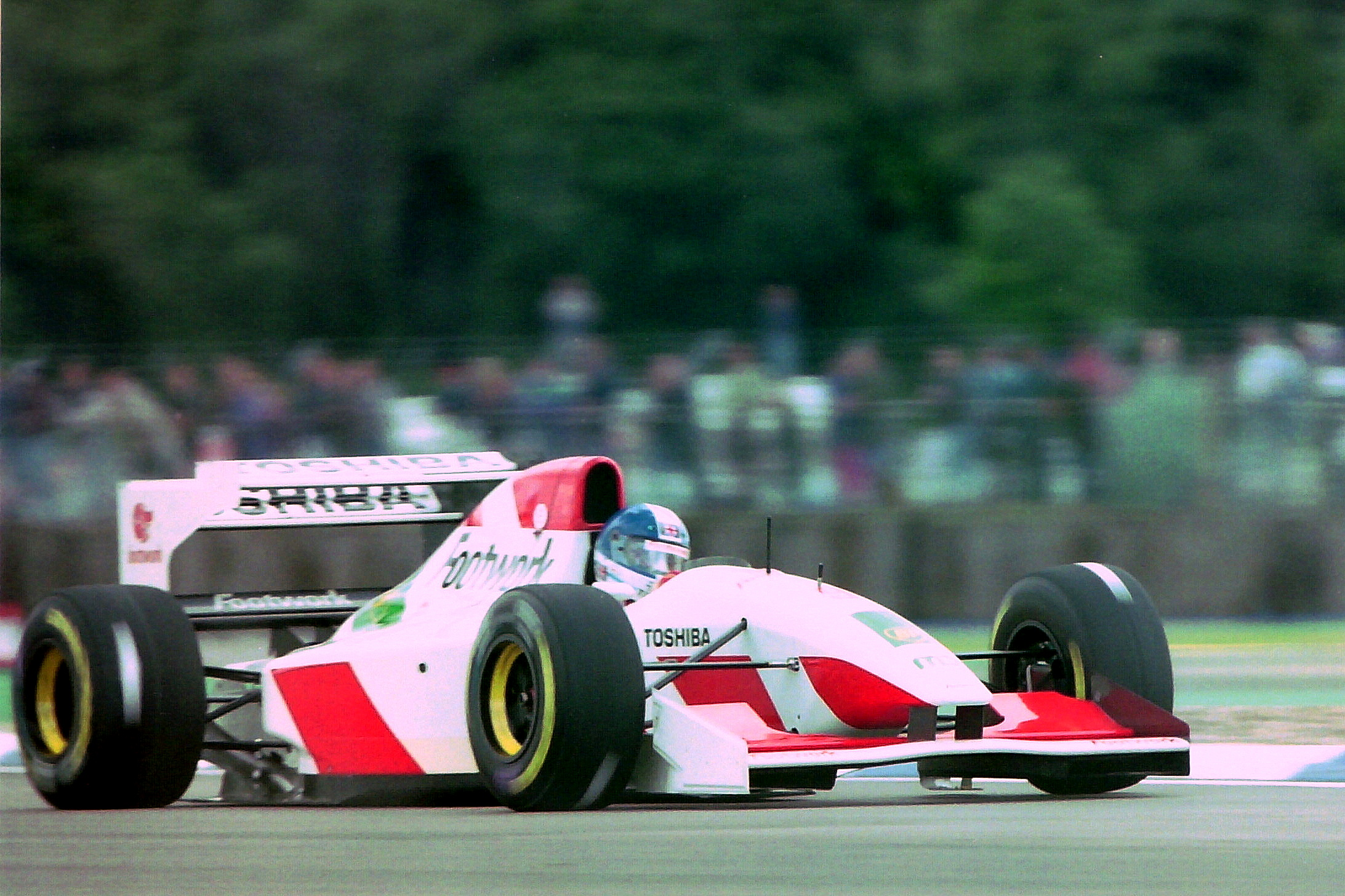
Дерек Ворвік за кермом Footwork FA14 під час практики на Гран-прі Великої Британії 1993 року.

## Footwork Arrows
Японський бізнесмен Ватару Охаші інвестував у Arrows у 1990 році, і на автомобілях почали помітно відображати логотип Footwork. Джекі Олівер продав свою частку в команді Охаші, але залишився директором команди. Алан Дженкінс був прийнятий на посаду технічного директора після переходу Брауна в TWR, але мав складні стосунки з Олівером. Команда була офіційно перейменована у Footwork у 1991 році та уклала угоду про участь у перегонах з двигунами Porsche V12, але машина виявилась вкрай невдалою. Двигун був занадто важким і малопотужним, а Porsche після невдачі вирішили покинути Формулу-1. Після цього Footwork повернулись до використання Ford V8.
У 1992 році команда перейшла на двигуни Mugen, а Дженкінс продовжував проектувати прості, але ефективні боліди з обмеженим бюджетом. Сезон 1994 року став найкращим для Footwork, з кількома фінішами в очках, включаючи подвійний фініш в очках на Гран-прі Німеччини. За команду виступали Крістіан Фіттіпальді разом з Джанні Морбіделлі після вражаючих результатів під час тестів, тоді як на FA15 відрізнявся інноваційною аеродинамікою. Алан Д. Гаррісон (найдовше працював у команді та був з Джекі Олівером та Аланом Різом з ранніх років команди Shadow) обійняв посаду менеджера команди після Джона Вікгема. Морбіделлі став найуспішнішим гонщиком Footwork і здобув подіум в Австралії в 1995 році, останній гонці ери Footwork. Морбіделлі сподобався період його виступів за Footwork, заявивши, що це були його улюблені роки в гонках, але визнав, що грошей було мало. Олівер зберігав контроль протягом усього періоду, фінансуючи команду з власної кишені після того, як Охаші відмовився підтримувати команду, і отримуючи кошти з платних гонщиків через відсутність спонсорства.

## TWR Arrows

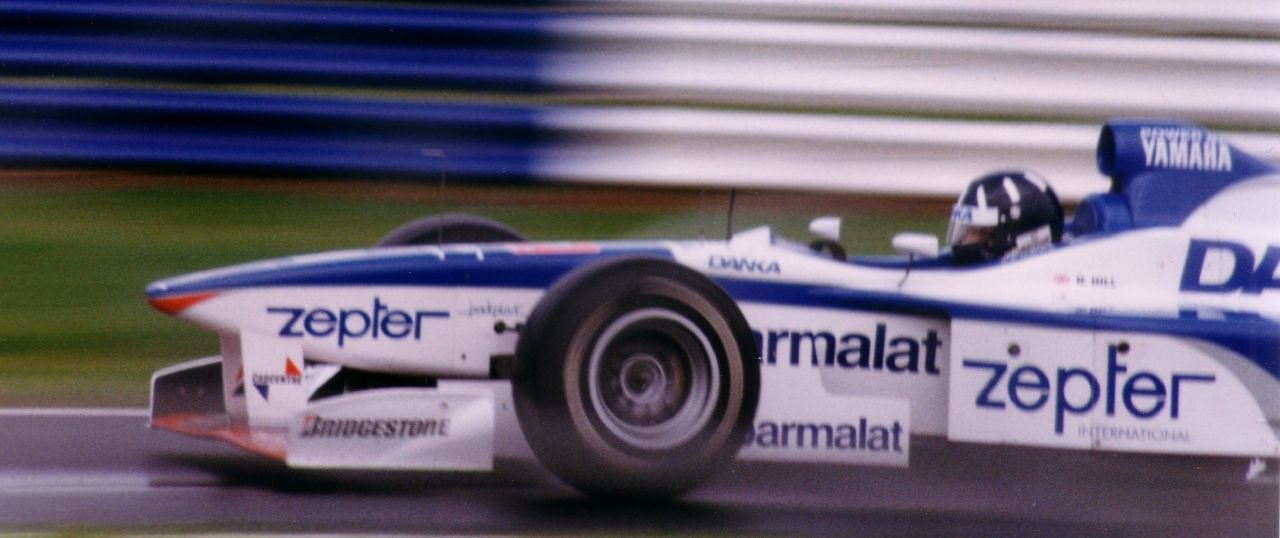
На Гран-прі Великої Британії 1997 року, Гілл набрав своє перше очко за команду Arrows.

Після невдалої спроби купити Ligier, Том Вокіншоу купив 51% команди Arrows. Таким чином він викупив частку Алана Різа в березні 1996 року і команда відмовилася від імені Footwork. Очоливши Arrows, він привів із собою дизайнера Френка Дерні та кількох інших працівників з Ligier і відмовився від Алана Дженкінса, який потім приєднався до нової команди Stewart. Вокіншоу мав історію успіху в різних категоріях автоспорту, тричі вигравши Чемпіонат світу зі спортивних автомобілів з Jaguar, кілька чемпіонатів з перегонів на турингових автомобілях та доклався до першого титулу чемпіона Міхаеля Шумахера. У той час Tom Walkinshaw Racing (TWR) з великим успіхом керувала командою Holden Racing Team в Австралії. Вдома Вокіншоу керував командою Volvo у Британському чемпіонаті турингових автомобілів, а спортивні програми і Volvo, і Arrows діяли одночасно.
Walkinshaw мав плани перетворити Arrows на команду-переможця чемпіонату Формули-1. З цією метою у вересні він підписав чемпіона світу Деймона Гілла та найняв багатого бразильця Педро Дініза, щоб він допомагав виплачувати Гіллу зарплату. Його оператор TWR переніс обладнання до Ліфілда та створив нову технічну команду. Джон Джад підготував двигун від Yamaha, а Дерні поступився місцем Джону Барнарду, який був найнятий на роль дизайнера і технічного директора. Компанія Bridgestone за ексклюзивною угодою стала постачальником шин для Arrows. Команда ледь не здобула першу перемогу на Гран-прі Угорщини 1997 року, де Гілл стартував із третьої позиції та обійшовши Міхаеля Шумахера вийшов на перше місце. Гілл комфортно лідирував, але за два кола до кінця гонки в гідравлічній системі вийшло з ладу гумове ущільнення. Гілла випередили на останньому колі, але він зміг залишитись на трасі і фінішувати другим.
Після того, як Гілл покинув Arrows після сезону 1997 року, щоб перейти в Jordan, команда підписала контракт з фінським гонщиком Мікою Сало, який став партнером Дініза на сезон Формули-1 1998 року. Сезон 1998 року ознаменував нову еру для Arrows, оскільки команда вирішила будувати власні двигуни після того, як викупила компанію Браяна Гарта, що займалася підготовкою двигунів. Було розроблено V10 Arrows T2-F1 спеціально для автомобілів команди. Це виявився складним сезоном, хоча обидві машини змогли фінішувати четвертою і шостою на насиченому подіями Гран-прі Монако 1998 року, а Дініз здобув єдине п’яте місце в дощовій бельгійській гонці. Arrows закінчили на сьомому місці в Кубку конструкторів, набравши шість очок. Барнард залишив команду після суперечки з Волкіншоу і а Майк Кофлен зайняв посаду технічного директора. В цей час Zakspeed намагалися викупити частку Вокіншоу в Arrows приблизно за 40 мільйонів доларів, але перемовини були безуспішними і угода зірвалась.
На початку сезону Формули-1 1999 року Малік Адо Ібрагім купив 25% акцій команди і його бренд T-Minus з'являвся на автомобілях більшу частину сезону. Однак і він не міг забезпечити достатнього фінансування. Ідея бренду T-Minus полягала в тому, що компанії та корпорації купуватимуть права на використання назви, і їм буде дозволено використовувати бренд для просування своєї продукції. Малік заявив, що мав намір використовувати бренд у співпраці з Lamborghini, але угода так і не відбулася. Тодішній співробітник Arrows заявив: «Бренд T-Minus не приніс абсолютно ніяких грошей за рік» і що «Це була просто мрія в голові принца, але нічого не збулося». Наступний рік був важким. З грошима було скрутно і болід був просто легким оновленням моделі 1998 року. За весь сезон було набрано лише одне очко. У 1999 році Джекі Олівер продав свої акції, залишивши Вокіншоу єдиним керівником. Угода з акціонерною компанією Morgan Grenfell, яка купила Arrows, допомогла утримувати команду на плаву, але мала довгострокові наслідки для TWR. Склад пілотів також змінився, коли команда залучила новачка Педро де ла Росу та пілота Tyrrell 1998 року Тораносуке Такагі, які обидва принесли необхідні кошти.
У сезоні 2000 року Педро де ла Роса продовжив виступати за Arrows, а його напарником став Йос Ферстаппен, який вже раніше представляв команду в сезоні 1996 року. На нове шасі Arrows A21 було встановлено двигуни Supertec, так як власно виготовлені агрегати виявилися невдалими. Двигун Supertec був не найпотужнішим, але все одно був достатньо хорошим і був вдосконалений до нового сезону. Поєднання чудових аеродинамічних характеристик і гарної стійкісті задньої частини боліда дозволило Arrows A21 стабільно показувати найкращу швидкість на прямих серед усіх команд. Приплив спонсорської допомоги від Orange допоміг фінансувати команду. Загалом і Ферстаппен, і де ла Роса були достатньо конкурентоспроможними в серед команд-середняків. Протягом сезону 2000 року команда Arrows взяла участь у тринадцятисерійному телевізійному серіалі під назвою «Racing Arrows», у якому протягом року слідкували за командою та водіями. Він був показаний на британському телеканалі ITV у 2001 році в нічний час.

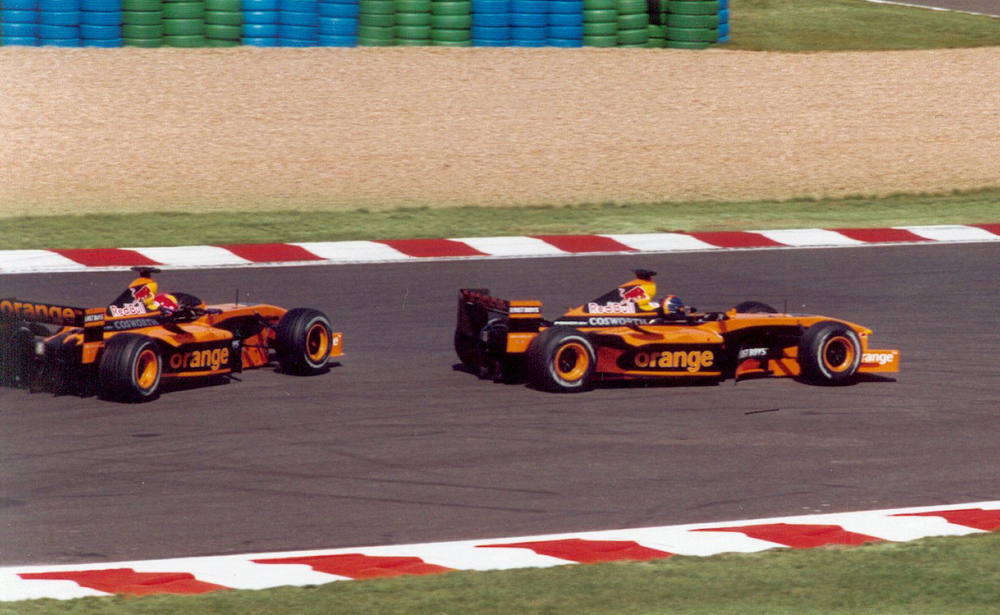
Гайнц-Гаральд Френтцен і Енріке Бернольді навмисно не змогли пройти кваліфікацію згідно з вказівкою команди Arrows на Гран-прі Франції 2002 року, оскільки фінансові проблеми команди погіршилися..

Наприкінці 2000 року Renault викупила Supertec, що могло змусити команду придбати дорогі клієнтські двигуни на 2001 рік. Як наслідок, перехід на двигуни V10 Asiatech (ребрендовані Peugeot) та втрата багатьох співробітників включно з менеджером команди Стівом Нільсеном і дизайнером Егбалом Гаміді значно послабили команду в 2001 році, коли Том Вокіншоу вирішив замінити де ла Росу на дебютанта Формули-1 Енріке Бернольді. Команда безуспішно боролася протягом сезону і Ферстаппен зміг набрати лише єдине очко для команди в Австрії.
У 2002 році Вокіншоу уклав угоду про використання клієнтських двигунів Cosworth V10 розроблених для Jaguar, щоб допомогти Jaguar стати конкурентоспроможною командою, і зберіг Бернольді в команді (за підтримки Red Bull), але відмовився від Ферстаппена на користь Гайнца-Гаральда Френтцена, який став доступним, коли Prost Grand Prix покинули Формулу-1. Ферстаппен подав до суду за порушення контракту та переміг. Того року також відбулася дорога виплата Педро Дінізу після безуспішного судового позову проти бразильця, який передав своє фінансування Sauber в 1999 році. Команда зіткнулася з третім судовим позовом від Френтцена, який уклав контракт на основі від гонки до гонки, але не отримав обіцяні контрактом виплати. Збільшення боргів, у тому числі перед Cosworth, означало кінець. У зв’язку з спонсорськими проблемами у Arrows закінчилися гроші в середині сезону, що призвело до відсутності команди на всіх гонках наприкінці року, їхні гонщики навмисно не пройшли кваліфікацію на Гран-прі Франції.
Протягом усього сезону велися переговори з потенційними інвесторами про те, щоб купити частку команди або команду повністю. Крейг Поллок, який щойно покинув British American Racing двічі робив пропозицію щодо команди. Також серед потенційних покупців був Дітріх Матешиц, який пізніше придбав команди Jaguar та Minardi.
Наприкінці сезону команда була ліквідована, що також змусило припинити діяльність і Tom Walkinshaw Racing.
Консорціум під керівництвом Phoenix Finance, під керівництвом Чарльза Нікерсона, друга Волкіншоу, придбав частину активів команди, зокрема двигуни, вважаючи, що разом із придбанням старих активів Prost Grand Prix це дасть їм доступ до сезону 2003 року. Однак FIA відхилила їх заявку.
У своїй різнобарвній історії Arrows встановили сумний рекорд із 382 гонок без жодної перемоги, хоча вони змогли здобути дев’ять подіумів (один в часи Footwork), включаючи п’ять других місць.

## Фінальний розділ Arrows Grand Prix International
Усі шасі Arrows A23 і всі права на інтелектуальну власність Arrows Grand Prix International були придбані командою Minardi, включаючи початкову концепцію та креслення Arrows A24. Arrows A23 було перейменовано в Minardi PS04, і в подальших випробуваннях було встановлено, що він перевершує PS03 Minardi. Однак у Minardi вирішили, що вони не можуть використовувати копію Arrows, і тому використали інтелектуальну власність Arrows, щоб взяти найкраще з концепцій дизайну PS03, PS04 / Arrows A23 і Arrows A24 для розробки Minardi PS04B для сезону 2004 року. Для наступного сезону PS04B еволюціонував в PS05.
У 2005 році історія спадку Arrows Grand Prix International продовжилась до Super Aguri, коли Пол Стоддарт продав об’єднані права інтелектуальної власності Minardi та Arrows Grand Prix International, а також боліди Minardi PS05 до Red Bull та Аґурі Судзукі відповідно.
Наприкінці 2005 року новостворена команда Super Aguri F1 зайняла колишню базу Arrows у Ліфілді в Оксфордширі та купила чотири немодифіковані Arrows A23 у Minardi, усі запасні частини, а також права на інтелектуальну власність Arrows Grand Prix International. Багато колишніх співробітників Arrows були найняті для роботи в команді, включаючи технічного директора Марка Престона. Під час перших перегонів сезону 2006 року команда використовувала Arrows A23 2002 року (з незначними модифікаціями), що були перейменовані в Super Aguri SA05. Оновлене шасі Arrows 2002 року отримало назву SA06 і дебютувало на Гран-прі Німеччини 2006 року.

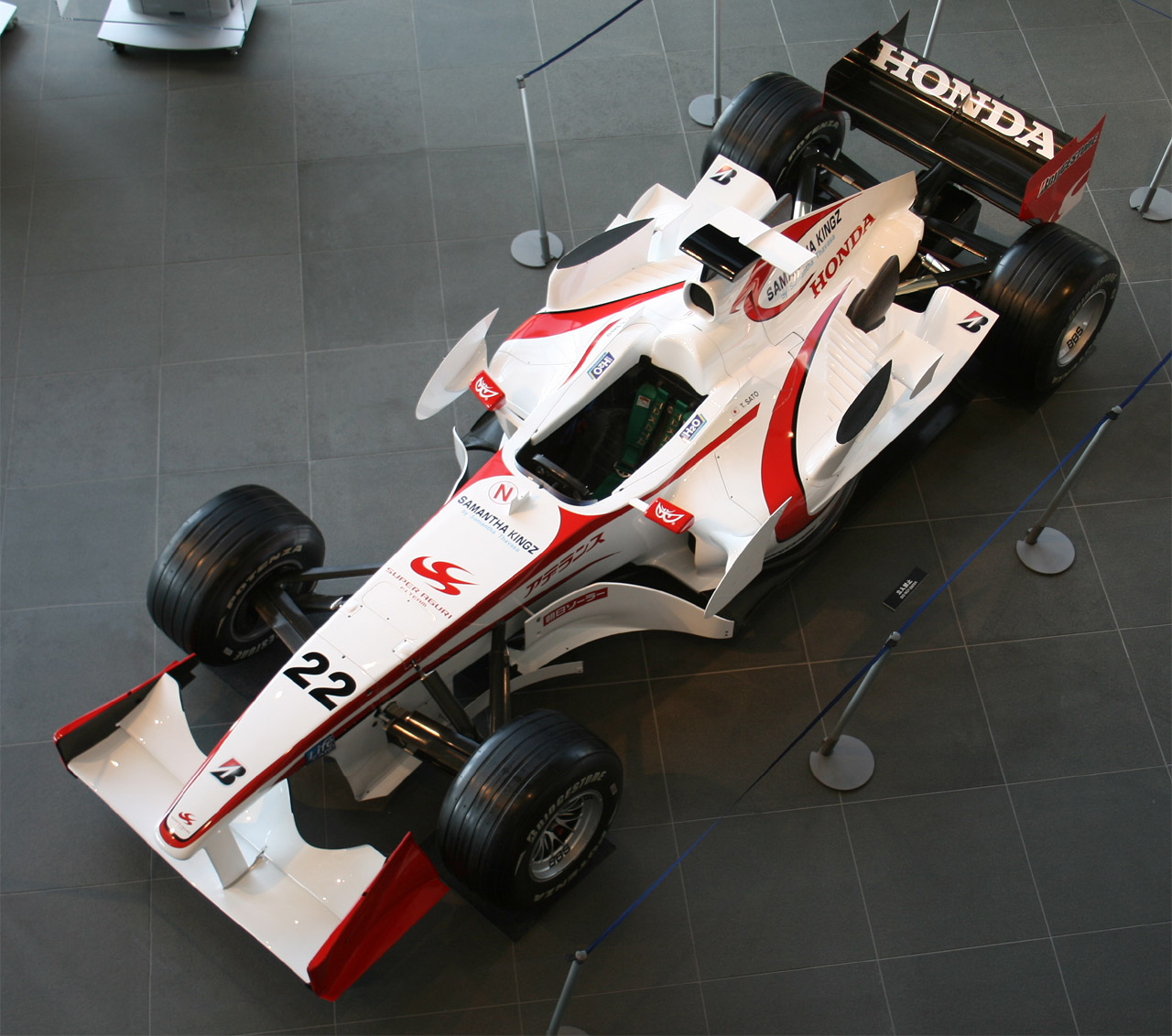
Super Aguri SA05

Наприкінці 2008 року, коли Super Aguri припинила свою діяльність, Formtech Composites придбала права на інтелектуальну власность, якими володіла Super Aguri, і взяла на себе управління колишньою базою Arrows Grand Prix International, що розташована в Ліфілді. Сьогодні Formtech Composites розробляє композитні компоненти для автомобільної, військової та аерокосмічної промисловості.

## Результати виступів
| Рік      | Назва                             | Шасі            | Двигун                                        | Шини   | №      | Пілот                                                       | Очки   | Місце  |
| Arrows   | Arrows                            | Arrows          | Arrows                                        | Arrows | Arrows | Arrows                                                      | Arrows | Arrows |
| -------- | --------------------------------- | --------------- | --------------------------------------------- | ------ | ------ | ----------------------------------------------------------- | ------ | ------ |
| 1978     | Warsteiner Arrows Racing Team     | FA1 A1          | Ford-Cosworth DFV 3.0 V8                      | G      | 35 36  | Ріккардо Патрезе Рольф Штоммелен                            | 11     | 9      |
| 1979     | Warsteiner Arrows Racing Team     | A1 A2           | Ford-Cosworth DFV 3.0 V8                      | G      | 29 30  | Ріккардо Патрезе Йохен Масс                                 | 5      | 9      |
| 1980     | Warsteiner Arrows Racing Team     | A3              | Ford-Cosworth DFV 3.0 V8                      | G      | 29 30  | Ріккардо Патрезе Йохен Масс Майк Таквелл Манфред Вінкельгок | 11     | 7      |
| 1981     | Ragno Arrows Beta Racing Team     | A3              | Ford-Cosworth DFV 3.0 V8                      | M P    | 29 30  | Ріккардо Патрезе Зігфрід Стор Жак Вільнев стар.             | 10     | 8      |
| 1982     | Arrows Racing Team                | A4 A5           | Ford-Cosworth DFV 3.0 V8                      | P      | 29 30  | Браян Гентон Марк Зурер Мауро Балді                         | 5      | 10     |
| 1983     | Arrows Racing Team                | A6              | Ford-Cosworth DFV 3.0 V8                      | G      | 29 30  | Марк Зурер Чіко Серра Алан Джонс Тьєрі Бутсен               | 4      | 10     |
| 1984     | Barclay Nordica Arrows            | A6 A7           | Ford-Cosworth DFV 3.0 V8 BMW M12/13 1.5 L4t   | G      | 17 18  | Тьєрі Бутсен Марк Зурер                                     | 3      | 10 11  |
| 1985     | Barclay Arrows BMW                | A8              | BMW M12/13 1.5 L4t                            | G      | 17 18  | Герхард Бергер Тьєрі Бутсен                                 | 14     | 8      |
| 1986     | Barclay Arrows BMW                | A8 A9           | BMW M12/13 1.5 L4t                            | G      | 17 18  | Марк Зурер Крістіан Даннер Тьєрі Бутсен                     | 1      | 10     |
| 1987     | USF&G Arrows Megatron             | A10             | Megatron M12/13 1.5 L4t                       | G      | 17 18  | Дерек Ворвік Едді Чівер                                     | 11     | 7      |
| 1988     | USF&G Arrows Megatron             | A10B            | Megatron M12/13 1.5 L4t                       | G      | 17 18  | Дерек Ворвік Едді Чівер                                     | 23     | 5      |
| 1989     | Arrows Grand Prix International   | A11             | Ford-Cosworth DFR 3.5 V8                      | G      | 9 10   | Дерек Ворвік Мартін Доннеллі Едді Чівер                     | 13     | 7      |
| 1990     | Footwork Arrows Racing            | A11 A11B        | Ford-Cosworth DFR 3.5 V8                      | G      | 9 10   | Мікеле Альборето Бернд Шнайдер Алекс Каффі                  | 2      | 9      |
| Footwork |                                   |                 |                                               |        |        |                                                             |        |        |
| 1991     | Footwork Grand Prix International | A11C FA12 FA12C | Porsche 3512 3.5 V12 Ford-Cosworth DFR 3.5 V8 | G      | 9 10   | Мікеле Альборето Алекс Каффі Стефан Юганссон                | 0      | —      |
| 1992     | Footwork Mugen Honda              | FA13            | Mugen-Honda MF-351H 3.5 V10                   | G      | 9 10   | Мікеле Альборето Аґурі Судзукі                              | 6      | 7      |
| 1993     | Footwork Mugen Honda              | FA13B FA14      | Mugen-Honda MF-351HB 3.5 V10                  | G      | 9 10   | Дерек Ворвік Аґурі Судзукі                                  | 4      | 9      |
| 1994     | Footwork Ford                     | FA15            | Ford HBE7/8 3.5 V8                            | G      | 9 10   | Крістіан Фіттіпальді Джанні Морбіделлі                      | 9      | 9      |
| 1995     | Footwork Hart                     | FA16            | Hart 830 3.0 V8                               | G      | 9 10   | Джанні Морбіделлі Макс Папіс Такі Іноуе                     | 5      | 8      |
| 1996     | Footwork Hart                     | FA17            | Hart 830 3.0 V8                               | G      | 16 17  | Рікардо Россет Йос Ферстаппен                               | 1      | 9      |
| Arrows   |                                   |                 |                                               |        |        |                                                             |        |        |
| 1997     | Danka Arrows Yamaha               | A18             | Yamaha OX11A 3.0 V10                          | B      | 1 2    | Деймон Гілл Педро Дініс                                     | 9      | 8      |
| 1998     | Danka Zepter Arrows               | A19             | Arrows T2-F1 3.0 V10                          | B      | 16 17  | Педро Дініс Міка Сало                                       | 6      | 7      |
| 1999     | Repsol Arrows                     | A20             | Arrows T2-F1 3.0 V10                          | B      | 14 15  | Педро де ла Роса Тораносуке Такагі                          | 1      | 9      |
| 2000     | Arrows F1 Team                    | A21             | Supertec FB02 3.0 V10                         | B      | 18 19  | Педро де ла Роса Йос Ферстаппен                             | 7      | 7      |
| 2001     | Orange Arrows Asiatech            | A22             | Asiatech 001 3.0 V10                          | B      | 14 15  | Йос Ферстаппен Енріке Бернольді                             | 1      | 10     |
| 2002     | Orange Arrows                     | A23             | Cosworth CR-3 3.0 V10                         | B      | 20 21  | Гайнц-Гаральд Френтцен Енріке Бернольді                     | 2      | 11     |